# Indre Østfold
Indre Østfold ist eine norwegische Kommune in der Provinz (Fylke) Østfold, die seit dem 1. Januar 2020 Bestand hat. Sie setzt sich aus den ehemaligen Kommunen Askim, Eidsberg, Hobøl, Spydeberg und Trøgstad zusammen und hat 47.449 Einwohner (Stand: 1. Januar 2025). Verwaltungssitz ist der Ort Askim in der gleichnamigen ehemaligen Kommune. Die Kommune hat die meiste landwirtschaftlich genutzte Fläche des Landes.

## Geografie
Indre Østfold grenzt an die Kommunen Lillestrøm, Aurskog-Høland, Marker, Rakkestad, Skiptvet, Våler, Vestby, Ås, Nordre Follo und Enebakk. In der Gemeinde liegen neben der Stadt Askim auch die Ortschaften Mysen, Trømborg, Jansberg, Slitu, Spydeberg, Tomter, Ringvoll, Skjønhaug, Finnestad, Hamnås und Haiås, die allesamt als Tettsteder zählen.
Das Terrain ist hügelig und die höchste Erhebung ist der Viktjernhøgda mit einer Höhe von 331 moh. Im Norden von Indre Østfold liegt der südliche Teil des Sees Øyeren, von wo aus Norwegens längster Fluss, die Glomma, weiter durch die Gemeinde fließt.
Offizielle Schriftsprache ist Bokmål, also die weiter verbreitete der beiden norwegischen Sprachformen.
Durch Indre Østfold führt die Europastraße 18, die unter anderem die Verbindung in Richtung Oslo herstellt. Außerdem verlaufen Schienen der Østfoldbanen durch die Kommune. Bei der Zusammenlegung lagen insgesamt sieben Bahnhöfe in Indre Østfold.

## Geschichte
Die Zusammenlegung der fünf Kommunen wurde vom norwegischen Parlament, dem Storting, im Juni 2017 im Zuge der landesweiten Kommunalreform beschlossen, nachdem die Regierung dies im Februar 2017 vorschlug. Der Vorschlag beinhaltete zunächst nur vier Kommunen, der Kommunalausschuss des Parlaments nahm jedoch noch Trøgstad hinzu. Die Entscheidung des Stortings war eine von elf Fällen, in denen das Parlament gegen den Willen der Gemeinden vorging. Der Name der neuen Kommune wurde im Oktober 2017 bekannt gegeben. Um der Doppelung von Straßennamen zu entgehen, mussten etwa 100 Straßen umbenannt werden.
Die erste Kommunalwahl wurde von der Senterpartiet unter Bürgermeisterkandidat Saxe Frøshaug gewonnen, der vor dem Stortingsbeschluss eine Unterschriftenkampagne gestartet hatte, um die Zusammenlegung der Kommunen zu verhindern.

## Wirtschaft
Durch die Zusammenlegung der fünf Kommunen wurde Indre Østfold zur Kommune mit dem am größten landwirtschaftlich genutzten Areal. Im Jahr 2021 lag die für die Landwirtschaft genutzte Fläche bei etwa 226.500 Dekar. Auch bei der Zahl der Agrarbetriebe lag Indre Østfold mit 569 Betrieben auf dem ersten Platz im landesweiten Vergleich. Die landwirtschaftliche Produktion im Bereich der ehemaligen Kommune Hobøl am bedeutendsten für die lokale Wirtschaft. Die Forstwirtschaft spielt eine wichtige Rolle und im Jahr 2018 wurden etwa 224.000 m³ Holz geerntet. Wichtigster Industriezweig der Gemeinde ist die Lebensmittelproduktion, mit verschiedenen größeren Betrieben, die in dieser Branche tätig sind.
An der Glomma werden drei Wasserkraftwerke betrieben, unter anderem das Kraftwerk Solbergfoss. Die zwei weiteren Kraftwerke liegen an der Lekumelva, einem Nebenfluss der Glomma.